# Peter Van Houdt
Peter Van Houdt (ur. 4 listopada 1976 w Hasselt) – belgijski piłkarz występujący na pozycji napastnika.

## Kariera klubowa
Van Houdt profesjonalną karierę rozpoczynał w 1994 roku, w barwach Sint-Truidense VV. Już w pierwszym sezonie w Eerste Klasse rozegrał 30 spotkań i zdobył w nich cztery bramki. W kolejnym w lidze zagrał 31-krotnie i strzelił osiem 8 goli. W 1996 roku przeniósł się do holenderskiej Rody JC Kerkrade. Regularnie występował tam w pierwszym składzie, a w sezonie 1998/1999 w siedemnastoma bramkami na koncie uplasował się w czołówce strzelców Eredivisie. Z tym klubem dwukrotnie grał w europejskich pucharach, w 1999 docierając do ćwierćfinału Pucharu Zdobywców Pucharów, a rok później Puchar UEFA kończąc na drugiej rundzie.
W 2000 został sprzedany do niemieckiego drugoligowca – Borussii Mönchengladbach. Podobnie jak w Rodzie, nie miał problemów z wywalczeniem sobie miejsca w pierwszym składzie. W debiutanckim sezonie w barwach tej drużyny, awansował z nią do Bundesligi. W kolejnych latach jego klub zajmował pozycję w dolnej połowie tabeli najwyższej klasy rozgrywkowej.
W 2003 roku przeszedł do MSV Duisburga, występującego w 2. Bundeslidze. W drugim sezonie po przyjściu, pomógł swojej drużynie wywalczyć awans do ekstraklasy. W pierwszej lidze Zebry zajęły, jednak ostatnie miejsce w lidze i powróciły na zaplecze ekstraklasy.
Wtedy Van Houdt podpisał kontrakt z Sint-Truidense VV, którego barwy reprezentował już w latach 1994–1996. W sezonie 2007/2008 wraz ze swoim klubem został zdegradowany do Tweede Klasse. Karierę kończył w 2009 w RFC Liège.
| Sezon   | Klub                     | Kraj     | Rozgrywki     | Mecze | Bramki |
| ------- | ------------------------ | -------- | ------------- | ----- | ------ |
| 1994/95 | Sint-Truidense VV        | Belgia   | Eerste Klasse | 30    | 4      |
| 1995/96 | Sint-Truidense VV        | Belgia   | Eerste Klasse | 31    | 8      |
| 1996/97 | Roda JC Kerkrade         | Holandia | Eredivisie    | 31    | 8      |
| 1997/98 | Roda JC Kerkrade         | Holandia | Eredivisie    | 33    | 4      |
| 1998/99 | Roda JC Kerkrade         | Holandia | Eredivisie    | 32    | 17     |
| 1999/00 | Roda JC Kerkrade         | Holandia | Eredivisie    | 26    | 5      |
| 2000/01 | Borussia Mönchengladbach | Niemcy   | 2. Bundesliga | 33    | 12     |
| 2001/02 | Borussia Mönchengladbach | Niemcy   | Bundesliga    | 31    | 6      |
| 2002/03 | Borussia Mönchengladbach | Niemcy   | Bundesliga    | 17    | 2      |
| 2003/04 | Borussia Mönchengladbach | Niemcy   | Bundesliga    | 4     | 0      |
| 2003/04 | MSV Duisburg             | Niemcy   | 2. Bundesliga | 13    | 1      |
| 2004/05 | MSV Duisburg             | Niemcy   | 2. Bundesliga | 29    | 6      |
| 2005/06 | MSV Duisburg             | Niemcy   | Bundesliga    | 29    | 1      |
| 2006/07 | Sint-Truidense VV        | Belgia   | Eerste Klasse | 26    | 10     |
| 2007/08 | Sint-Truidense VV        | Belgia   | Eerste Klasse | 12    | 1      |
| 2008/09 | Sint-Truidense VV        | Belgia   | Tweede Klasse | 5     | 1      |
| 2008/09 | RFC Liège                | Belgia   | Tweede Klasse | 8     | 2      |

## Kariera reprezentacyjna
W reprezentacji Belgii Van Houdt zadebiutował 27 marca 1999 roku w przegranym 0:1 towarzyskim meczu z Bułgarią. W latach 1999–2002 w drużynie narodowej rozegrał w sumie 6 spotkań.